# Ermengarda de Maine
Ermengarda o Eremburga de Maine, también conocida como Eremburga de la Flèche (falleció en 1126), fue condesa de Maine y Señora de Château-du-Loir desde 1110 hasta 1126. Era hija de Elías I, conde de Maine, y Matilde de Château-du-Loire.
En 1109 se casó con el heredero angevino, Fulco, llamado "el Joven", llevando de esa manera, definitivamente, Maine al control angevino. Dio a luz a:
- Godofredo Plantagenet, conde de Anjou (m. 1151)
- Elías II, conde de Maine (m. 1151)
- Matilde de Anjou (m. 1154), quien se casó con Guillermo Adelin, el hijo y heredero de Enrique I de Inglaterra
- Sibila de Anjou (m. 1165), casado en 1121 con Guillermo Clito, y luego (después de una anulación en 1124) con Teodorico, conde de Flandes

Murió en 1126, bien el 15 de enero o el 12 de octubre. Después de su muerte, Fulco el Joven dejó sus tierras a su hijo Godofredo, y marchó a Tierra Santa, donde se casó con Melisenda, reina de Jerusalén y se convirtió en rey de Jerusalén.